# Cybister confusus
Cybister confusus är en skalbaggsart som beskrevs av Sharp 1882. Cybister confusus ingår i släktet Cybister och familjen dykare. Inga underarter finns listade i Catalogue of Life.